# أكطاية (كطاية)
أكطاية هي إحدى مشيخات المملكة المغربية، تتبع جغرافيا لإقليم بني ملال وإداريًا لكطاية. يقدر عدد سكانها بـ 3613 نسمة حسب الإحصاء الرسمي للسكان والسكنى لسنة 2004.